# Янковиці-Мале
Янковиці-Мале (пол. Jankowice Małe) — село в Польщі, у гміні Олава Олавського повіту Нижньосілезького воєводства.
Населення — 114 осіб (2011).
У 1975-1998 роках село належало до Вроцлавського воєводства.

## Демографія
Демографічна структура станом на 31 березня 2011 року:
|          | Загалом | Допрацездатний вік | Працездатний вік | Постпрацездатний вік |
| -------- | ------- | ------------------ | ---------------- | -------------------- |
| Чоловіки | 55      | 11                 | 39               | 5                    |
| Жінки    | 59      | 12                 | 39               | 8                    |
| Разом    | 114     | 23                 | 78               | 13                   |